# 中日映画社
株式会社中日映画社（ちゅうにちえいがしゃ）は、日本の記録映像制作会社。中日新聞社グループの映像製作会社としてスタートしたが、現在は資本関係はない。

## 概要
東海・北陸地域の映画館を中心に配信するニュース映画「中日ニュース」を1954年から中日新聞社（当時は中部日本新聞社）から製作し、1955年5月にそれを製作するための映画会社「中部日本ニュース映画社」を資本金2000万円で設立。1956年から東京にも支社を開設した。
1959年に時事ニュース映画としては世界初のシネマスコープでの撮影を実施。1964年6月に現社名とする。1969年に東京支社を東京本社に格上げ。1982年に愛知県名古屋市と東京都品川区の2つの本社を分離し、東京本社を資本金1億円で新たに設立。日本で行われた万国博覧会や近代オリンピックの記録映画、企業や自治体の広報映画、また名古屋本社は東海テレビなどで放送されるテレビ番組の製作等も制作していた。現在は、貴重なニュースアーカイブ映像を、テレビ番組・CM・展示映像・デジタル教科書・企業の社史等に提供している。
なお、一宮市の教育映画専門の映像制作会社・中部日本教映とは一切関連がない。

## 代表作品

### 全国一社体制（旧・中日映画社）時代
- 1964年東京オリンピック
- 日本万国博
- 札幌冬季オリンピック
- 沖縄国際海洋博覧会
- 日本中央競馬会(JRA)公式記録映像 1964年(昭和39年)〜1999年(平成11年)

### 中日映画社

#### 株式会社 中日映画社
- 国際花と緑の博覧会

#### 中日映画株式会社
- そして5人が戦死した（東海テレビ：テレビドキュメンタリー）
- ふるさと紀行（東海テレビ放送）
- ふれあい見つけ旅（東海テレビ放送）
- ミクスネットワーク番組制作協力（ニュース取材用カメラマン派遣など）